# Club Esportiu Benito
El CE Benito fue un equipo de fútbol de Andorra que jugó en la Primera División de Andorra, la primera categoría nacional.

## Historia
Fue fundado en el año 1997 en la ciudad de San Julián de Loria con el nombre de Cava Benito, como parte de la Primera División de Andorra en la temporada 1997/98, temporada en la que terminó en séptimo lugar. En la siguiente temporada cambió su nombre por el de CE Benito y repitió el séptimo lugar de la temporada anterior.
El club desapareció a mitad de la temporada 1999/2000 durante el receso invernal, y los resultados fueron anulados. Disputó dos temporadas completas en la Primera División de Andorra donde jugó 42 partidos, de los cuales ganó 16, empató 6 y perdió 20; anotó 63 goles y recibió 81.

## Temporadas
| Temporada | Liga             | Posición | J  | G | E | P  | GF | GC | Pts | Notas       |
| --------- | ---------------- | -------- | -- | - | - | -- | -- | -- | --- | ----------- |
| 1997/98   | Primera División | 7        | 20 | 7 | 2 | 11 | 30 | 52 | 23  |             |
| 1998/99   | Primera División | 7        | 22 | 9 | 4 | 9  | 33 | 29 | 31  |             |
| 1998/99   | Primera División | 8        | 7  | 1 | 0 | 6  | 5  | 27 | 3   | Desapareció |